# Manuel Quinziato
Manuel Quinziato (Bolzano, 30 ottobre 1979) è un ex ciclista su strada italiano, professionista dal 2002 al 2017, specialista delle prove a cronometro e delle classiche del Nord.

## Carriera
Comincia l'attività ciclistica nel 1988, prima su BMX e poi su strada. Grazie alle buone doti di passista si distingue sin dalle categorie giovanili soprattutto nelle prove a cronometro, tanto che nel 2001 si laurea campione europeo di specialità nella categoria Under-23. L'anno successivo, dopo i quattro anni trascorsi tra i dilettanti con la Zalf-Euromobil-Fior, passa professionista nelle file della Lampre-Daikin; nell'ottobre 2002 viene quindi selezionato per partecipare alla prova élite a cronometro dei campionati del mondo di Zolder, ove si classifica diciottesimo.
Resta alla Lampre fino al 2004; poi, dopo una stagione alla spagnola Saunier Duval-Prodir, nel 2006 si trasferisce alla Liquigas, squadra con la quale, nello stesso anno, coglie il primo successo da professionista, in una tappa all'Eneco Tour. Nelle stagioni a seguire si mette in evidenza nelle classiche del Nord, tanto da ottenere due noni posti alla Gand-Wevelgem e alla Parigi-Roubaix nel 2009.
Dal 2011 al 2017 veste la divisa della squadra statunitense BMC Racing Team. Con questa formazione nelle stagioni seguenti partecipa a diverse edizioni dei grandi Giri e delle classiche e vince, nel 2014 e nel 2015, il titolo mondiale nella cronometro a squadre. Nel 2015 vince anche l'ultima tappa dell'Eneco Tour, mentre nel 2016 si laurea per la prima volta campione italiano a cronometro.

## Palmarès
- 2000 (Under-23, Zalf-Euromobil-Fior, una vittoria)

Gran Premio Site
- 2001 (Under-23, Zalf-Euromobil-Fior, cinque vittorie)

Campionati europei, Cronometro Under-23
1ª tappa Giro delle Regioni (Montalto di Castro > Castiglione del Lago)
2ª tappa Grand Prix Guillaume Tell (Oberentfelden > Oberentfelden)
1ª tappa Grand Prix Nacoes
3ª tappa Grand Prix Nacoes
- 2006 (Liquigas, una vittoria)

2ª tappa Eneco Tour ('s-Hertogenbosch > Sittard-Geleen)
- 2008 (Saunier Duval-Scott, due vittorie)

1ª prova Intakatech World's View Challenge (Richmond > Camperdown)
5ª prova Intakatech World's View Challenge (Edendale > Cedera)
- 2015 (BMC Racing Team, una vittoria)

7ª tappa Eneco Tour (Sint-Pieters-Leeuw > Geraardsbergen)
- 2016 (BMC Racing Team, una vittoria)

Campionati italiani, Prova a cronometro

### Altri successi
- 2008 (Saunier Duval-Scott)

Classifica sprint Volta a Catalunya
1ª tappa Vuelta a España (Granada, cronosquadre)
- 2014 (BMC Racing Team)

Campionati del mondo, Cronosquadre
- 2015 (BMC Racing Team)

3ª tappa Critérium du Dauphiné (Roanne > Montagny, cronosquadre)
Campionati del mondo, Cronosquadre
- 2016 (BMC Racing Team)

1ª tappa Tirreno-Adriatico (Lido di Camaiore, cronosquadre)
5ª tappa Eneco Tour (Sittard-Geleen, cronosquadre)
- 2017 (BMC Racing Team)

1ª tappa Tirreno-Adriatico (Lido di Camaiore, cronosquadre)

## Piazzamenti

### Grandi Giri
- Giro d'Italia

2003: 86º
2009: 106º
2014: 112º
2016: 117º
2017: 133º
- Tour de France

2005: 131º
2006: 80º
2007: 113º
2008: 130º
2010: 162º
2011: 115º
2012: 109º
2013: 85º
2015: 120º
- Vuelta a España

2004: 94º
2008: ritirato
2009: 126º
2011: 131º
2014: 68º

### Classiche monumento
- Milano-Sanremo

2003: 50º
2005: 134º
2007: 135º
2008: 97º
2010: 79º
2012: 95º
2013: 71º
2014: 48º
2015: 42º
2016: 136º
2017: 154º
- Giro delle Fiandre

2003: ritirato
2003: 84º
2007: ritirato
2008: 37º
2009: 32º
2010: 48º
2011: 59º
2012: ritirato
2013: 57º
2014: 56º
2015: 49º
2016: ritirato
2017: ritirato
- Parigi-Roubaix

2003: ritirato
2004: ritirato
2005: ritirato
2008: 13º
2009: 9º
2010: 63º
2011: 24º
2012: 82º
2013: 71º
2014: 96º
2015: 34º
2016: ritirato
2017: 73º
- Giro di Lombardia

2004: ritirato
2007: 94º
2013: ritirato

### Competizioni mondiali
- Campionati del mondo

Lisbona 2001 - Cronometro Under-23: 9º
Zolder 2002 - Cronometro Elite: 18º
Varese 2008 - Cronometro Elite: 14º
Copenaghen 2011 - In linea Elite: 103º
Valkenburg 2012 - Cronosquadre: 2º
Toscana 2013 - Cronosquadre: 4º
Ponferrada 2014 - Cronosquadre: vincitore
Ponferrada 2014 - In linea Elite: 80º
Richmond 2015 - Cronosquadre: vincitore
Richmond 2015 - In linea Elite: 82º
Doha 2016 - Cronosquadre: 2º
Doha 2016 - Cronometro Elite: 22º
Doha 2016 - In linea Elite: 46º

## Riconoscimenti
- Premio Italia under 23 nel 2001